# Condado de Washington (Geórgia)
O Condado de Washington é um dos 159 condados do Estado americano de Geórgia. A sede do condado é Sandersville, e sua maior cidade é Sandersville. O condado possui uma área de 1 773 km², uma população de 21 176 habitantes, e uma densidade populacional de 12 hab/km² (segundo o censo nacional de 2000). O condado foi fundado em 25 de fevereiro de 1784.